# Juína
Juína, amtlich portugiesisch Município de Juína, ist eine brasilianische Kleinstadt im Westen des Bundesstaates Mato Grosso. Sie liegt auf 442 m Höhe und hatte 39.255 Einwohner (2010). Die Bevölkerungszahl wurde zum 1. Juli 2019 auf 40.997 Einwohner geschätzt, die Juinenser (juinenses) genannt werden und auf einem großen Gemeindegebiet von rund 26.190 km² leben. Rechnerisch ergibt sich eine Bevölkerungsdichte von 1,5 Einwohner pro km². Juína ist 720 km von der Hauptstadt Cuiabá entfernt. Durch ihre Lage ist sie ein regionales Zentrum für die umliegenden Munizips Brasnorte, Castanheira, Juruena, Cotriguaçu, Colniza, Aripuanã und Rondolândia.
Die Stadt verwaltet ein Gebiet etwas größer als Mecklenburg-Vorpommern oder wie Ruanda.

## Geschichte
Sie entwickelte sich seit 1978 aus dem Ansiedlungsprojekt der Companhia de Desenvolvimento do Estado de Mato Grosso (CODEMAT – Gesellschaft zur Entwicklung des Bundesstaates Mato Grosso), das im Jahre 1982 im Raum um Juína so weit vorangeschritten war, dass dem Ort der Status eines Munizips verliehen wurde.